# BOX-AiR
『BOX-AiR』（ボックス・エアー）は、講談社の文芸書レーベル講談社BOXが、電子書籍『AiR』およびスターチャイルドと組んで創刊した電子雑誌。2011年2月4日創刊。
主にiPhone・iPad用のアプリとして販売されていた。また、パソコンのブラウザで読めるPDF版も販売していた。

## 概要
講談社BOXでデビューした小説家を主要執筆陣として、連載小説や読み切り小説、漫画などを掲載していた。また、小説の新人賞「BOX-AiR新人賞」を主催しており、受賞作および選考会議の模様または全作品の講評が収録されていた。
2011年2月4日に「零号」が刊行され、同年4月刊行の1号から月刊化された。2015年7月刊の52号を最後に終刊。
2009年の星海社独立に伴う『ファウスト』『パンドラ』休刊で執筆の場を失った作家陣の受け皿として創刊されたが、アンチ『ファウスト』を公言していた本田透との共著で知られるフリー編集者・堀田純司が瀬名秀明、桜坂洋らのSF作家たちと共同で刊行した電子書籍「AiR （エア）」が母体となっていたことから、講談社BOX初代部長だった太田克史の路線とは対立関係にあった。そのため、講談社BOX側に残ったレギュラー作家陣の受け皿となることを拒否し、『パンドラ』でデビューした新人作家だけを継承する形になった。
また、スターチャイルドを後ろ盾としていたため、既にアニプレックスの管轄下にあった西尾維新作品とのメディアミックス連携もできなかった。一方、スターチャイルド系のZEXCSが参加した文化庁若手アニメーター育成プロジェクト『アニメミライ』とタイアップする形で独自路線の新人作家発掘も行っていたが、玉石混淆でミステリ色も希薄だったことから、終刊後、講談社文芸図書第三出版部は受け皿とならず、本誌で執筆していた浅倉秋成、織守きょうや、ササクラ（藍内友紀）、手代木正太郎、岩城裕明などの若手作家は、後に他社で活躍している。
2011年4月から11月にかけて、pixiv上で全3回のBOX-AiRアニメイラストコンテストを実施していた。

## 連載小説

### 書籍化された作品
刊行順
| 刊行年月   | 著者           | タイトル                                          | ISBN                   | 掲載号                           | 備考                                                   |
| ---------- | -------------- | ------------------------------------------------- | ---------------------- | -------------------------------- | ------------------------------------------------------ |
| 2011年8月  | 神世希         | DEUSLAYER                                         | ISBN 978-4-06-283779-8 | 零号 - 5号                       |                                                        |
| 2011年8月  | 杉山幌         | 嘘月                                              | ISBN 978-4-06-283780-4 | 零号 - 5号                       |                                                        |
| 2011年11月 | 樺薫           | 異界兵装タシュンケ・ウィトコ                      | ISBN 978-4-06-283788-0 | 2号 - 7号                        |                                                        |
| 2011年12月 | 中里友香       | 黒猫ギムナジウム                                  | ISBN 978-4-06-283790-3 | 零号 - 3号                       |                                                        |
| 2012年1月  | 天原聖海       | 翼姫 closed summer closed sky                     | ISBN 978-4-06-283793-4 | 3号 - 8号                        |                                                        |
| 2012年2月  | 木立嶺         | 次女っ娘たちの空                                  | ISBN 978-4-06-283789-7 | 1、2、4、6 - 10号                |                                                        |
| 2012年3月  | 分水嶺         | フラ×ソロ 健全な男女交際についてのあれこれ        | ISBN 978-4-06-283797-2 | 2、4、5、6、8、9号               | 第3回BOX-AiR新人賞                                     |
| 2012年4月  | 蒼月海晴       | 黄昏百鬼異聞録                                    | ISBN 978-4-06-283798-9 | 1、2、3、5、7、8号               | 第2回BOX-AiR新人賞                                     |
| 2012年5月  | ササクラ       | 緋色のスプーク                                    | ISBN 978-4-06-283801-6 | 4、6、7、8、10、11号             | 第5回BOX-AiR新人賞                                     |
| 2012年6月  | ナカオカガク   | キリングシュガー                                  | ISBN 978-4-06-283805-4 | 5、6、7、9、10、11号             | 第6回BOX-AiR新人賞                                     |
| 2012年6月  | 架神恭介       | 飛行迷宮学園ダンゲロス 『蠍座の名探偵』           | ISBN 978-4-06-283802-3 | 10、11、12、13、14号             |                                                        |
| 2012年7月  | 沖ハサム       | あやしや／いなき                                  | ISBN 978-4-06-283808-5 | 3、9、10、11、12、13号           | 第4回BOX-AiR新人賞                                     |
| 2012年8月  | 柴田科虎       | シアトロ惑星                                      | ISBN 978-4-06-283813-9 | 8、10、11、12、13、14号          | 第9回BOX-AiR新人賞                                     |
| 2012年12月 | 靖子靖史       | ハイライトブルーと少女                            | ISBN 978-4-06-283822-1 | 15、16、17号                     |                                                        |
| 2013年1月  | てり           | サリー＆マグナム OF THE GENUS ASPHALT             | ISBN 978-4-06-283827-6 | 14、15、16、17、18、19号         | 第11回BOX-AiR新人賞                                    |
| 2013年2月  | 山口優         | アルヴ・レズル -機械仕掛けの妖精たち-             | ISBN 978-4-06-283830-6 | 6、8、9、10、11、12、13号        | 第7回BOX-AiR新人賞、2013年4月にアニメDVD付き特別版刊行 |
| 2013年3月  | 岩城裕明       | その花束は少年で出来ている                        | ISBN 978-4-06-283834-4 | 6、7、8、9、10、11、16、17、18号 |                                                        |
| 2013年10月 | とよ たかゆき  | ギャルゲー探偵と事件ちゃん                        | ISBN 978-4-06-283851-1 | 19、20、21、22、23、24号         | 第14回BOX-AiR新人賞                                    |
| 2013年10月 | 城島大         | ちっちゃいホームズといじわるなワトスン 緋色の血統 | ISBN 978-4-06-283852-8 | 21、22、23、24、25、26号         | 第15回BOX-AiR新人賞                                    |
| 2013年11月 | 山口優         | アンノウン・アルヴ -禁断の妖精たち-               | ISBN 978-4-06-283859-7 | 19、20、21、22、23、24号         |                                                        |
| 2013年11月 | ササクラ       | アジュアの死神                                    | ISBN 978-4-06-283854-2 | 22、23、24、25、26、27号         |                                                        |
| 2014年2月  | 折口哲         | 宇宙人と綴じたメモリア                            | ISBN 978-4-06-283864-1 | 27、28、29、30、31、32号         | 第17回BOX-AiR新人賞                                    |
| 2014年3月  | 松本逸暉       | みツわの                                          | ISBN 978-4-06-283865-8 | 15、17、18、19、20、21号         | 第12回BOX-AiR新人賞                                    |
| 2014年5月  | 百壁ネロ       | ごあけん アンレイテッド・エディション             | ISBN 978-4-06-283870-2 | 25、26、27、28、29、30、31号     | 第16回BOX-AiR新人賞                                    |
| 2014年6月  | 田中彼方       | 勇者のお仕事                                      | ISBN 978-4-06-283871-9 | 29、30、31、32、33、34号         | 第18回BOX-AiR新人賞                                    |
| 2014年7月  | 織守きょうや   | SHELTER/CAGE                                      | ISBN 978-4-06-283876-4 | 27、28、29、30、31号             |                                                        |
| 2014年9月  | アオヤマミヤコ | クラゲの食堂                                      | ISBN 978-4-06-283879-5 | 31、32、33、34、35、36号         | 第19回BOX-AiR新人賞                                    |
| 2014年10月 | 松本逸暉       | 下北 it Be!                                       | ISBN 978-4-06-283880-1 | 30、31、32、33、34、35号         |                                                        |
| 2015年5月  | 岩城裕明       | 煉獄ふたり 優しい幽霊はコンビニにいる             | ISBN 978-4-06-219544-7 | 39、40、41、42、43、44号         |                                                        |
| 2016年7月  | 浅倉秋成       | 失恋覚悟のラウンドアバウト                        | ISBN 978-4-06-220173-5 | 48、49、50、51、52号             |                                                        |
| 2016年11月 | 小山恭平       | 「英雄」解体                                      | ISBN 978-4-06-220362-3 | 46、47、48、49、50、51号         | 第25回BOX-AiR新人賞                                    |

### 未書籍化
括弧内の数字は掲載号を示す。
- 森野樹 「非現実さん」（零、1、2、3、4、5、6、7、8、9、10、11、12、14、15、16、17、18、19、21、22、23）
- 分水嶺 「フラ×ソロ マリアお姉さまがみてる」（12、13、14、15、16）
- ササクラ 「梅と言の葉」（16、17）
- ナカオカガク 「篠ノ井東雲の活字獄」（17、18、19、21、22、23）
- 柴田科虎 「シアトロ惑星 ちゅら」（20、21、22、24、25、26、27）
- 木立嶺 「ホシは経費では落ちません!」（23、24、25、26、27、28、29、30、31、32、34）
- コタニ夕多 「ステレオJK」（28、29、30、31）
- 柴田科虎 「鏡の国の大飛龍（バハムート）」（33、34、35、36、37、38、39、40、41、42、43、44）
- ササクラ 「ガンメタル・グレイエリア」（36、37、38、39、40、41）
- 湊利記 「暁のサムライ」（37、38、40、41、43、45）
- 針谷卓史 「ソウル・ヴァクシネイション」（38、39、40、41、42、43）

### 新人賞受賞作品の連載
- 下記の「#BOX-AiR新人賞」の節を参照

## 読み切り小説・漫画
小説
- 蒼月海晴 「回収人（コレクター）」（23号）
- 浅倉秋成 「アンフェア トレード」（36号）
- 歩祐作 「傷の名前」（28号）、「夕陽のすみで待っていた」（32号）、「流星修理のサリー」（33号）、「半熟卵のエンジン」（35号）
- 新沢克海 「グローリーデイズに、さよならを」（35号）
- 岩城裕明 「デルタ」（1号）、「さよならと言って、さよなら」（13号）、「ななめうしろの男」（22号）、「夜を歩く」（36号）、「春はまだか」（37号）
- 織守きょうや 「霊感検定 absence in the spring」（26号）、「少女スキャンダル」（34号）
- 折口哲 「白紙の上で、君が笑う」（34号）
- 架神恭介 「天を衝く」（22号）、「戦慄怪奇学園ダンゲロス 這い寄る晩餐編」（35号）
- 上城建太 「GOLDEN GO」（零号）
- 小森健太朗 「美少女ゲームの戒律」（1号）
- 城島大 「ちっちゃいホームズといじわるなワトスン 切り裂きジャックを探せ！」（37号）
- 神世希 「探偵士見習いの事件簿 : EQX」（23号）
- 杉山幌 「赤に咲く華」（23号）
- 手代木正太郎 「あやかし奉行 宮本伊織」（22号）
- てり 「新緑のファンタジー」（24号）
- 百壁ネロ 「痛々しい二人は出会うことのないまま痛々しい明日を背負って生きていく」（34号）
- 森川智喜 「銀河の果ての殺人 名探偵三途川理、不在の事件」（20号）
- 靖子靖史 「金鵄とゴールデンバット」（22号）、「二人」（36号）
- 山口優 「インディペンデンス」（35号）
- 分水嶺 「ひとりぼっちのソユーズ Fly Me to the Moon」（24号）

漫画
- 曙はる （7号）
- アサダニッキ （9号）
- 小田扉 （2号）
- カラスヤサトシ （3号）
- 小島アジコ （12号）
- 瀬戸口みづき （4号）
- 拓須たくす （1号、6号）
- 西村ツチカ （零号）
- 平尾アウリ （8号）
- ふみふみこ （5号）

アート
- 宮本承司 （16号）

## BOX-AiR新人賞
小説の新人賞。『BOX-AiR』に掲載する作品として、ストーリーの第1話と第2話および全ストーリーのシノプシスを募集する。講談社BOXの編集者のほか、スターチャイルドや『AiR』、講談社映像制作部も選考会議に参加し、受賞作の選考とともにアニメ化の検討も即座に行われる。受賞作は『BOX-AiR』に連載され、単行本1冊分になった段階で講談社BOXより刊行される。
実際はキングレコード系のガンジスが文化庁の若手アニメーター育成プロジェクト『アニメミライ』に参加するための企画で、アニメ制作はガンジスの関連会社であったゼクシズが担当した。そのため、弊害としてアニメ向けの作品が重視される傾向があった。

### アニメ化決定作品
いずれもOVAとしてゼクシズが制作を担当している。
- 第7回 - 山口優 「アルヴ・レズル -機械仕掛けの妖精たち-」（2011年度受賞作品）
- 第12回 - 松本逸暉（まつもと いつき） 「みツわの」（2012年度受賞作品）
- 第19回 - アオヤマミヤコ 「クラゲの食堂」（2013年度受賞作品）
- 第25回 - 小山恭平（おやま きょうへい） 「「英雄」解体」（2014年度受賞作品）

### 2011年受賞者
- 第1回 - 千石サクラ 「Fortune Girl」（零、3、4、11、12、14、15）
- 第2回 - 蒼月海晴（あおつき かいせい） 「黄昏百鬼異聞録」（1、2、3、5、7、8）
- 第3回 - 分水嶺（わけみ れい） 「フラ×ソロ Fraternity × Sorority 健全な男女交際についてのあれこれ」（2、4、5、6、8、9）
- 第4回 - 沖ハサム 「あやしや／いなき」（3、9、10、11、12、13）
- 第5回 - ササクラ 「緋色のスプーク」（4、6、7、8、10、11）
- 第6回 - ナカオカガク 「キリングシュガー」（5、6、7、9、10、11）
- 第7回 - 綿篠行道（わたしの ぎょうどう） 「丘の上に笛の音は響き渡る」（6、8）
- 第7回 - 山口優 「アルヴ・レズル -機械仕掛けの妖精たち-」（6、8、9、10、11、12、13）
- 第8回 - このしまただふみ 「フラワーシンパシー」（7、15、16、17、18、19）
- 第9回 - 柴田科虎（しばた しなとら） 「シアトロ惑星」（8、10、11、12、13、14）
- 第10回 - 軒並漆嵩（のきなみ しつたか） 「純粋処女批判」（9、11、14、15、16、17）

受賞11作品の連載第1回を収録した『BOX-AiR 新人増刊号［完全版］』はPDFで無料公開されている。
2011年8月20日発行の『BOX-AiR 新人増刊号』には、第1回から第6回までの新人賞受賞作6作と、以下の最終候補作3作が掲載された。
- 第2回最終候補作 - 夏炉かなた 「魅せられた騎士たち」（講談社BOX山本賞）
- 第2回最終候補作 - 藤枝卓也 「姉はニート」（電子書籍Air堀田賞）
- 第4回最終候補作 - 軒並漆高 「テクノ☆Gブレイク」（スターチャイルド中西賞）

### 2012年受賞者
- 第11回 - てり 「サリー&マグナム OF THE GENUS ASPHALT」（14、15、16、17、18、19）
- 第12回 - 松本逸暉（まつもと いつき） 「みツわの」（15、17、18、19、20、21）
- 第13回 - 吉井伍有（よしい ごう） 「モッコーBグル部」（17、18、19、20、21、22）
- 第14回 - とよ たかゆき 「ギャルゲー探偵と事件ちゃん」（19、20、21、22、23、24）
- 第15回 - 城島大（じょうじま だい） 「ちっちゃいホームズといじわるなワトスン」（21、22、23、24、25、26）

### 2013年受賞者
- 第16回 - 百壁ネロ（ひゃっかべ ねろ） 「ごあけん アンレイテッド・エディション」（25、26、27、28、29、30、31）
- 第17回 - 折口哲（おりぐち さとし） 「宇宙人と綴じたメモリア」（27、28、29、30、31、32）
- 第18回 - 田中彼方（たなか かなた） 「勇者のお仕事」（29、30、31、32、33、34）
- 第19回 - アオヤマミヤコ 「クラゲの食堂」（31、32、33、34、35、36）
- 第20回 - 馬見ヶ崎帖（まみがさき じょう） 「覚悟してよねっ！ ステラ☆ボイシーズ」（33、34、35、36、37、38）

### 2014年受賞者
- 第21回 - 今生今（いまい いま） 「ソードレス・フォートレス」（38、39、40、42、43、45）
- 第22回 - 小鳩直司（こばと なおし） 「マヤヤマ」（40、41、42、43、44、45）
- 第23回 - 黒埜形（くろの けい） 「死んだ鴉の夜鳴くところ」（42、43、44、45、46、47）
- 第24回 - 日々音翼（ひびね つばさ） 「呵責屋バイバイJealousy」（44、45、46、47、48、49）
- 第25回 - 小山恭平（おやま きょうへい） 「「英雄」解体」（46、47、48、49、50、51）

## BOX-AiRアニメイラストコンテスト
2011年4月からpixiv上で全3回のイラストコンテストが実施された。
- 受賞者
  - 第1回（2011年4-5月、テーマ：たたかうおんなのこ） - マルイノ 「メンタムリップ」（4号の表紙に採用）[3]、第5回BOX-AiR新人賞受賞作 ササクラ「緋色のスプーク」のイラストを担当
  - 第2回（2011年7-8月、テーマ：シークレット・ラブ） - 趙迎樂 「天使の集合寮」（6号の表紙に採用）[4]、第7回BOX-AiR新人賞受賞作 綿篠行道「丘の上に笛の音は響き渡る」のイラストを担当
  - 第3回（2011年10-11月、テーマ：俺の嫁・私の王子様） - シロタカ「171人の王子様」（9号の表紙に採用）[5]、第10回BOX-AiR新人賞受賞作 軒並漆嵩「純粋処女批判」のイラストを担当

## BOX-AiR × pixiv ショートストーリー大賞
応募総数1181編。大賞および優秀賞受賞作は『BOX-AiR』25号（2013年4月）に掲載。
- 大賞 - ししくし「「みりんをください」「あげません」」
- 優秀賞 - ふか「彼女に振られた彼の話」
- 優秀賞 - はじかみ・魚（いお）「四大王衆天の主たち」

## 既刊
- 零号 （2011年1月25日発行、主宰：講談社BOX、AiR、スターチャイルド）（PDF版で40.8MB、iPhone用アプリ・縦書き表示・文字サイズ最小設定で全628ページ）

1号（2011年4月1日発行）以降は毎月1日発行。ただし、2012年3月刊行の12号のみ15日発行となっている。また、増刊が2度出ている。
- 新人増刊号 （2011年8月20日発行）
- 新人増刊号［完全版］（2011年12月15日発行）（『BOX-AiR 新人増刊号［完全版］』（PDF））